# CocoRosie
CocoRosie er en amerikansk duo, der opstod i 2003, bestående af de to søstre Sierra (Rosie) og Bianca (Coco) Casady. Stilmæssigt ligger de inden for genrerne Indie rock eller Psych folk.

## Diskografi
- La Maison de Mon Rêve (Touch and Go/Quarterstick Records, 2004)
- Beautiful Boyz EP (Touch and Go/Quarterstick Records, 2004)
- Noah's Ark (Touch and Go/Quarterstick Records, 2005)
- The Adventures of Ghosthorse and Stillborn (Touch and go Records, 2007)
- "Grey Oceans" (2010)
- Tales of a GrassWidow (2013)